# Michel Fingesten
Michel Fingesten, né le 18 avril 1884 à Butzkowitz en Silésie autrichienne (Autriche-Hongrie) et mort le 8 octobre 1943 à Cerisano (Italie), est un peintre, dessinateur et graveur austro-hongrois.

## Biographie

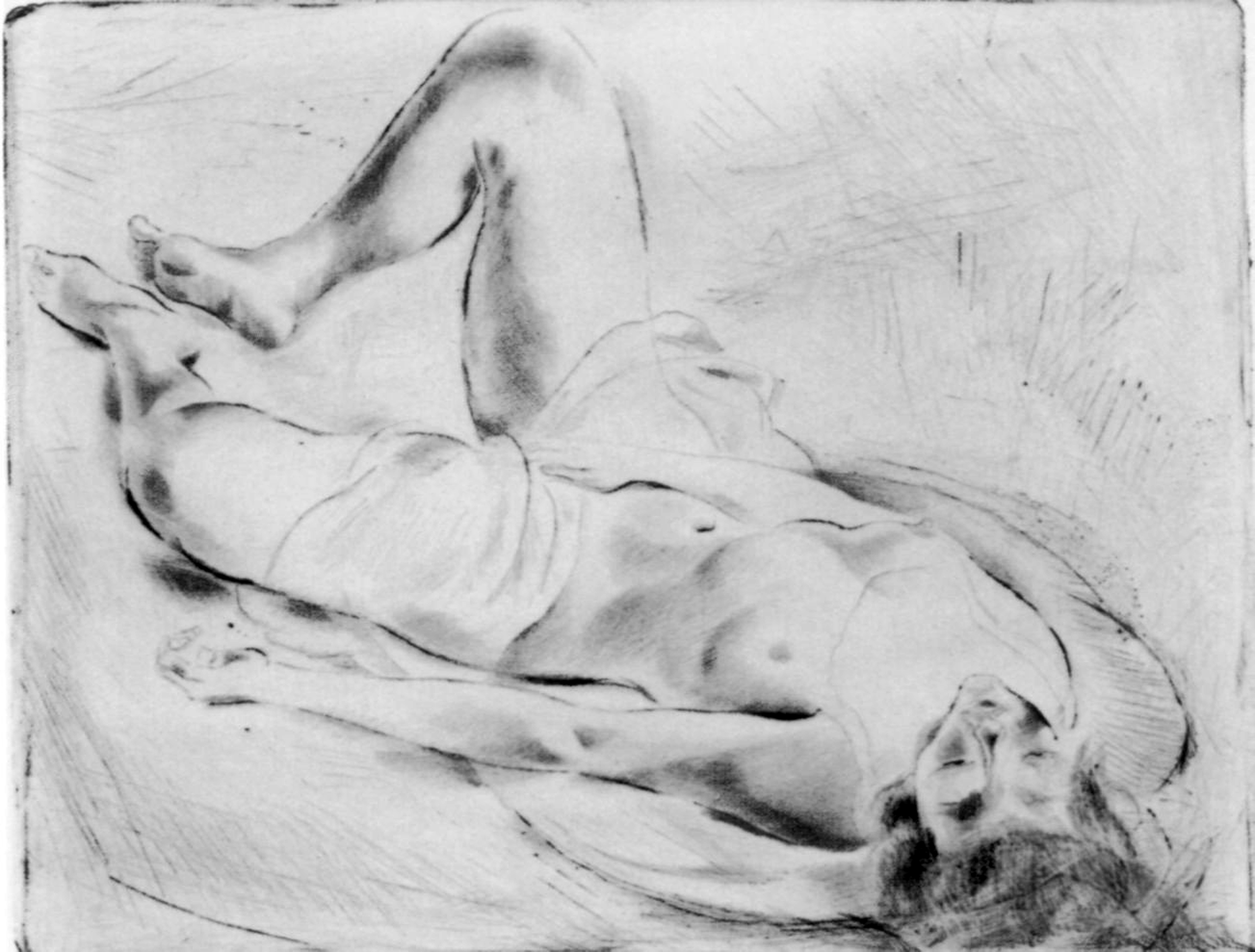
L'une des gravures de ses Improvisationen über das Thema Liebe, suite exécutée en 1923 pour le collectionneur Heinrich Stinnes.

Né Michl Finkelstein, il est par son père Leon Finkelstein, originaire de la communauté judéo-silésienne de Buczkowice, devenue ville polonaise en 1920, et de Franziska Lion, originaire de la communauté juive de Trieste, ville autrichienne devenue italienne en 1920. 
Il devient élève de l'Académie des beaux-arts de Vienne en 1900 où il croise Oskar Kokoschka.
De 1902 à 1906, il voyage aux États-Unis puis en Australie. En 1907, il s'installe à Palerme avant de partir pour Munich, travailler aux côtés de Franz von Stuck, dont il devient l'assistant. Entre 1913 et 1935, il produit plus de 500 ex libris dont de nombreux érotiques et en fut l'un des créateurs les plus prolifiques au monde[réf. nécessaire].
Réfugié auprès de sa famille maternelle à Trieste à partir de 1935, inquiet du fait des persécutions en Allemagne, devenant apatride après l'Anschluss et les lois raciales fascistes italiennes (1938), il est arrêté en novembre 1941 par un commando nazi et interné au camp de Civitella del Tronto, dans les Abruzzes, au motif qu'il est un représentant de l'« Art dégénéré ».
Il meurt le 8 octobre 1943, après la libération du camp par les Alliés, des suites d'une intervention chirurgicale effectuée au Palazzo Sersale de Cerisano qui, à l'époque, servait d'hôpital.
Marié en 1914 à Bianka Schick, il est le père de Peter Fingesten (en), né à Berlin le 20 mars 1916, sculpteur et professeur d'art à la Pace University, mort le 10 septembre 1987, devenu citoyen américain après qu'il a réussi à quitter l'Europe à la fin des années trente.

## Quelques œuvres
- 1919 : Les Buveurs

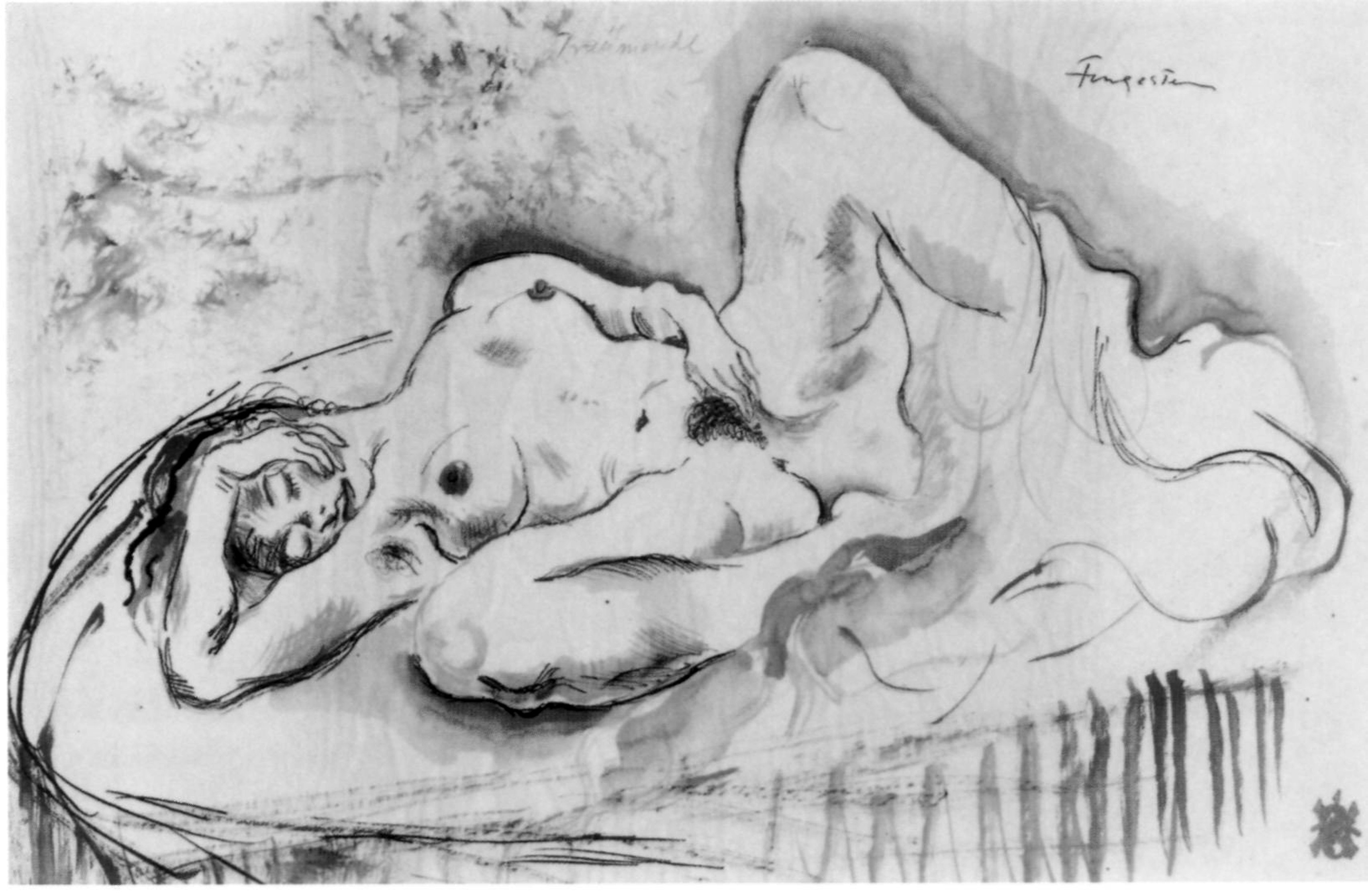
Masturbation féminine, encre de la suite Improvisationen über das Thema Liebe.

- 1923 : Improvisationen über das Thema Liebe (Improvisations sur le thème de l'Amour), suites de gravures et de dessins
- 1943 : Cadre de bois représentant le martyre de saint Barthélemy, église de Bisignano

## Expositions
- 2012 : Galerie Velká, Prague
- 2020 : La Soffitta Spazio delle arti, Sesto Fiorentino[2]